# Unione Sportiva Casale Foot Ball Club 1925-1926
Questa pagina raccoglie i dati riguardanti l'Unione Sportiva Casale Foot Ball Club nelle competizioni ufficiali della stagione 1925-1926.

## Stagione
Nell'agosto 1925 fu stabilito che a partire dalla stagione 1926-1927 il massimo campionato di calcio, ribattezzato "Divisione Nazionale", sarebbe stato a girone unico, e vi si sarebbero state ammesse 16 squadre (otto per ogni girone della Lega Nord). Il Casale, terminando il campionato in sesta posizione nel girone A, riuscì a qualificarsi alla Divisione Nazionale 1926-1927 (che però non fu a girone unico per le modifiche apportate dalla Carta di Viareggio, in particolare per l'allargamento a 20 squadre da essa stabilito).

## Rosa
| N. |                   | Ruolo | Calciatore           |
| -- | ----------------- | ----- | -------------------- |
|    | Italia (bandiera) | C     | Angelo Albertoni     |
|    | Italia (bandiera) | C     | Francesco Blando     |
|    | Italia (bandiera) | D     | Umberto Caligaris    |
|    | Italia (bandiera) | A     | Vittorio Cavigioglio |
|    | Italia (bandiera) | A     | Ubaldo Coppo         |
|    | Italia (bandiera) | P     | Candido De Giovanni  |
|    | Italia (bandiera) | D     | De Micheli           |
|    | Italia (bandiera) | A     | Eduardo Gino Gabba   |
|    | Italia (bandiera) | A     | Gaetano Gallo        |
|    | Italia (bandiera) | A     | Garrone              |
|    | Italia (bandiera) | C     | Goio                 |

| N. |                   | Ruolo | Calciatore         |
| -- | ----------------- | ----- | ------------------ |
|    | Italia (bandiera) | C     | Ernesto Greppi     |
|    | Italia (bandiera) | A     | Angelo Mattea      |
|    | Italia (bandiera) | A     | Enrico Migliavacca |
|    | Italia (bandiera) | C     | Miglietta I        |
|    | Italia (bandiera) | D     | Eraldo Monzeglio   |
|    | Italia (bandiera) | A     | Arnaldo Nebbia     |
|    | Italia (bandiera) | A     | Arturo Reverberi   |
|    | Italia (bandiera) | C     | Oscar Ronza        |
|    | Italia (bandiera) | C     | Mario Sartorio     |
|    | Italia (bandiera) | C     | Giuseppe Volta     |

## Risultati

### Prima Divisione

#### Girone A

##### Girone di andata
| Arbitro: | Pinasco (Sestri Ponente) |

|                                           |           |  |
| Blando 47’ Gabba 65’, 87’ Migliavacca 79’ | Marcatori |  |

| Arbitro: | Bortoletti (Venezia) |

|                             |           |           |
| Bissolotti 30’ Giuliani 80’ | Marcatori | 49’ Gallo |

| Arbitro: | Sanguineti (Genova) |

|                              |           |                                                 |
| Gabba 28’, 85’ Caligaris 32’ | Marcatori | 47’ (rig.) Cevenini III 65’ Conti 75’ Schönfeld |

| Novara 25 ottobre 1925 4ª giornata | Novara                | 0 – 0 | Casale | Campo di via Lombroso\| Arbitro: \| [1]Biagini (Alessandria) \| |
| Arbitro:                           | Biagini (Alessandria) |       |        |                                                                 |

| Arbitro: | Grossi (Milano) |

|                      |           |           |
| Mattea 60’ Gabba 87’ | Marcatori | 5’ Gerace |

| Arbitro: | Dani (Genova) |

|                                                |           |  |
| Gabba 5’ Migliavacca 13’ Greppi 21’ Nebbia 81’ | Marcatori |  |

| Arbitro: | Pelli (Genova) |

|  |           |                        |
|  | Marcatori | 35’ Gabba 52’ Sartorio |

| Arbitro: | Germani (Padova) |

|                      |           |  |
| Blando 35’ Gabba 60’ | Marcatori |  |

| Arbitro: | Casetta (Milano) |

|                 |           |  |
| Della Valle 90’ | Marcatori |  |

| Arbitro: | Germani (Padova) |

|               |           |                                                  |
| Gallo 9’, 90’ | Marcatori | 39’ Baloncieri 57’ (rig.) Libonatti 81’ Franzoni |

| Arbitro: | Bonello (Venezia) |

|                                                           |           |                                            |
| Balacics 18’ D. Cavalleri 42’ (rig.) E. Chiecchi 60’, 66’ | Marcatori | 29’ Coppo 44’ (rig.) Migliavacca 68’ Gabba |

##### Girone di ritorno
| Arbitro: | Sguerso (Savona) |

|            |           |            |
| Bracci 44’ | Marcatori | 35’ Mattea |

| Arbitro: | Milano (Alessandria) |

|                       |           |  |
| Mattea 70’ Greppi 85’ | Marcatori |  |

| Arbitro: | Dani (Genova) |

|                                              |           |               |
| Schönfeld 19’, 70’ Castellazzi 65’ Conti 79’ | Marcatori | 89’ Albertoni |

| Arbitro: | Sguerso (Savona) |

|           |           |             |
| Gabba 73’ | Marcatori | 40’ Carrera |

| Arbitro: | Scarpi (Dolo) |

|                 |           |            |
| Agosti 19’, 29’ | Marcatori | 60’ Blando |

| Arbitro: | Bruna (Venezia) |

|                                 |           |                     |
| Olenich 16’ Winckler 71’ (rig.) | Marcatori | 14’, 26’, 44’ Gabba |

| Arbitro: | Vedda (Vercelli) |

|                                                            |           |  |
| Garrone 16’, 50’, 70’ Caligaris 30’ (rig.) Migliavacca 72’ | Marcatori |  |

| Arbitro: | De Renzis (Genova) |

|                                  |           |                          |
| Borfico 47’, 50’ Goio 72’ (aut.) | Marcatori | 30’ Monzeglio 35’ Mattea |

| Arbitro: | Vagge (Genova) |

|  |           |                 |
|  | Marcatori | 31’ Della Valle |

| Arbitro: | Lenti (Genova) |

|                            |           |  |
| Amadesi 14’ Baloncieri 28’ | Marcatori |  |

| Arbitro: | Vagge (Genova) |

|                           |           |                          |
| Gabba 55’, 75’ Mattea 65’ | Marcatori | 2’ Porta 20’ Chiecchi II |

## Statistiche

### Statistiche di squadra
| Competizione    | Punti | In casa | In casa | In casa | In casa | In casa | In casa | In trasferta | In trasferta | In trasferta | In trasferta | In trasferta | In trasferta | Totale | Totale | Totale | Totale | Totale | Totale | DR  |
| Competizione    | Punti | G       | V       | N       | P       | Gf      | Gs      | G            | V            | N            | P            | Gf           | Gs           | G      | V      | N      | P      | Gf     | Gs     | DR  |
| --------------- | ----- | ------- | ------- | ------- | ------- | ------- | ------- | ------------ | ------------ | ------------ | ------------ | ------------ | ------------ | ------ | ------ | ------ | ------ | ------ | ------ | --- |
| Prima Divisione | 22    | 11      | 7       | 2       | 2       | 28      | 11      | 11           | 2            | 2            | 7            | 14           | 21           | 22     | 9      | 4      | 9      | 42     | 32     | +10 |

### Statistiche dei giocatori
| Giocatore      | Prima Divisione | Prima Divisione |
| Giocatore      | Presenze        | Reti            |
| -------------- | --------------- | --------------- |
| A. Albertoni   | 22              | 1               |
| F. Blando      | 17              | 3               |
| U. Caligaris   | 20              | 2               |
| Cavigioglio    | 1               | 0               |
| Coppo          | 3               | 1               |
| C. De Giovanni | 22              | -32             |
| De Micheli     | 2               | 0               |
| E. Gabba       | 18              | 5               |
| G. Gallo       | 14              | 3               |
| Garrone        | 2               | 3               |
| Goio           | 1               | 0               |
| E. Greppi      | 18              | 2               |
| A. Mattea      | 22              | 5               |
| E. Migliavacca | 22              | 4               |
| Miglietta      | 1               | 0               |
| E. Monzeglio   | 21              | 1               |
| A. Nebbia      | 2               | 1               |
| Reverberi      | 1               | 0               |
| Ronza          | 12              | 0               |
| M. Sartorio    | 3               | 1               |
| G. Volta       | 17              | 0               |